# Genkse stadsbus
Het Genkse stadsbusnet wordt geëxploiteerd door De Lijn. Het stadsbusnetwerk kent anno 2024 zeven stadslijnen. De belangrijkste knooppunten van het stadsnet zijn Station Genk en Shopping Center.

## Wagenpark
Het Genkse stadsnet wordt door stelplaats Winterslag in Genk van De Lijn gereden. De meeste bussen van deze stelplaats kunnen op het stadsnet ingezet worden. Dit zijn meestal standaardbussen en gelede bussen (spits & dal). De volgende bussen doen anno 2024 dienst op het stadsnet.

## Huidig wagenpark
| Serie                 | Aantal | Fabrikant | Type        | Opmerking                                             |
| --------------------- | ------ | --------- | ----------- | ----------------------------------------------------- |
| 4656, 5248-5253, 5556 | 8      | Van Hool  | NewAG300    | Bussen komen ook weleens voor op enkele streeklijnen. |
| 5437-5443             | 7      | Van Hool  | NewA360Hyb  | Bussen komen ook weleens voor op enkele streeklijnen. |
| 5664-5665, 5744-5762  | 21     | Iveco     | Crossway LE | Bussen komen ook weleens voor op enkele streeklijnen. |
| 2865-2884             | 20     | Van Hool  | A12 LF E    | Bussen komen ook weleens voor op enkele streeklijnen. |

## Lijnenoverzicht
Anno 2024 zijn er zeven stadslijnen. De stadslijnen verbinden onder andere de verschillende wijken en omliggende deelgemeenten en dorpen met het station en/of met elkaar. De lijnen 1, 2, 3, 4, 5, en 6 bedienen vooral de wijken en stadsdelen in Genk. Lijn 7 bedient enkele nabijgelegen gemeenten. Omdat lijn 3 het domein Bokrijk bedient, komt deze lijn bijna tot in Hasselt.
Hieronder een tabel met de huidige stadslijnen die overdag rijden.
| Lijn | Traject                                                  | Frequentie | Voornaamste haltes |
| ---- | -------------------------------------------------------- | ---------- | --- |
| 1    | Sledderlo - Station - Waterschei - Zwartberg             | 30’        | Steenbergstraat, Wintergroenstraat, Kerk, Hondsbos, Hommelheidestraat, Vooruitzichtlaan, Station, Sint-Lodewijkstraat, Thorpark, Kerkhof, Vliegveld. |
| 2    | Genk Station - Kerkhof - Ziekenhuis Oost-Limburg         | 30’        | Station, Shopping Center, Kerkhof, Ziekenhuis Oost-Limburg.                                                                                          |
| 3    | Bokrijk - Boxbergheide - Winterslag - Genk Station       | 30’        | Domein, Genkerdreef, Kerk, Hoefstadstraat, Station.                                                                                                  |
| 4    | Termien - Genk Station                                   | 30’        | Winterbeeklaan, Volmolen, Limburghal P&R, Station.                                                                                                   |
| 5    | Genk-Zuid - Sledderlo - Station - Waterschei - Zwartberg | 30’        | H. Fordlaan, Kerk, Kolderbos, Station, J. Habexlaan, Sint-Lodewijkstraat, Viaduct, Ziekenhuis, Galopinstraat, G. Lambertlaan, Omlooplaan.            |
| 6    | Genk Station - Ziekenhuis Oost-Limburg                   | 30’        | Station, Shopping Center, Ziekenhuis Oost-Limburg.                                                                                                   |
| 7    | Genk - Gelieren - Wiemeesmeer - Zutendaal                | 30’        | Station, Shopping Center, College, Kerk, Kempenseweg, Kerk, Halmstraat.                                                                              |